# Robert Wilson (Politiker, 1803)

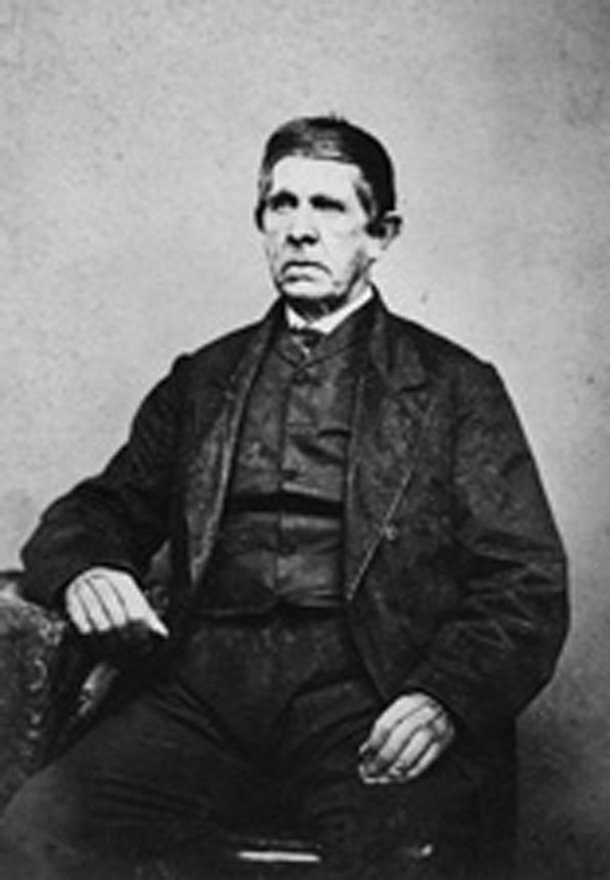
Robert Wilson

Robert Wilson (* November 1803 bei Staunton, Virginia; † 10. Mai 1870 in Marshall, Missouri) war ein US-amerikanischer Politiker, der den Bundesstaat Missouri im US-Senat vertrat.
Der in Virginia geborene Robert Wilson zog im Jahr 1820 in das Howard County im Missouri-Territorium, wo er als Lehrer tätig war. Ab 1825 fungierte er als Nachlassrichter in diesem Bezirk; zwischen 1829 und 1840 übte er den Posten eines Justizbeamten (Clerk) an den dortigen Kreis- und Bezirksgerichten aus. Außerdem wurde er 1837 zum Brigadegeneral der Staatsmiliz ernannt und nahm im Jahr darauf am sogenannten Mormonenkrieg teil. Überdies studierte er die Rechtswissenschaften, wurde in die Anwaltskammer aufgenommen und begann als Jurist zu praktizieren.
Nach seinem Umzug nach Huntsville schlug Wilson zudem eine politische Laufbahn ein und saß 1844 als Abgeordneter im Repräsentantenhaus von Missouri. Im Jahr 1854 saß er im Staatssenat; kurz zuvor hatte er sich im Andrew County niedergelassen. Nach Ausbruch des Bürgerkrieges nahm Wilson 1861 am Verfassungskonvent von Missouri teil, bei dem über den Austritt aus der Union abgestimmt werden sollte. Er saß der Versammlung zeitweise als Präsident vor und stimmte als Unionist gegen den Beitritt zur Konföderation.
Als der mit den „Rebellen“ sympathisierende US-Senator Waldo P. Johnson aus dem Kongress ausgeschlossen wurde, übernahm Robert Wilson als ernannter Nachfolger dessen Mandat. Er gehörte dem Senat als Unionist vom 17. Januar 1862 bis zum 13. November 1863 an und räumte dann seinen Sitz für den bei der Nachwahl siegreichen B. Gratz Brown. Wilson zog sich danach aus der Politik zurück und wurde Landwirt. Er starb im Mai 1870 in Marshall und wurde auf dem Mount Mora Cemetery in Saint Joseph beigesetzt.